# Pushpalata Das

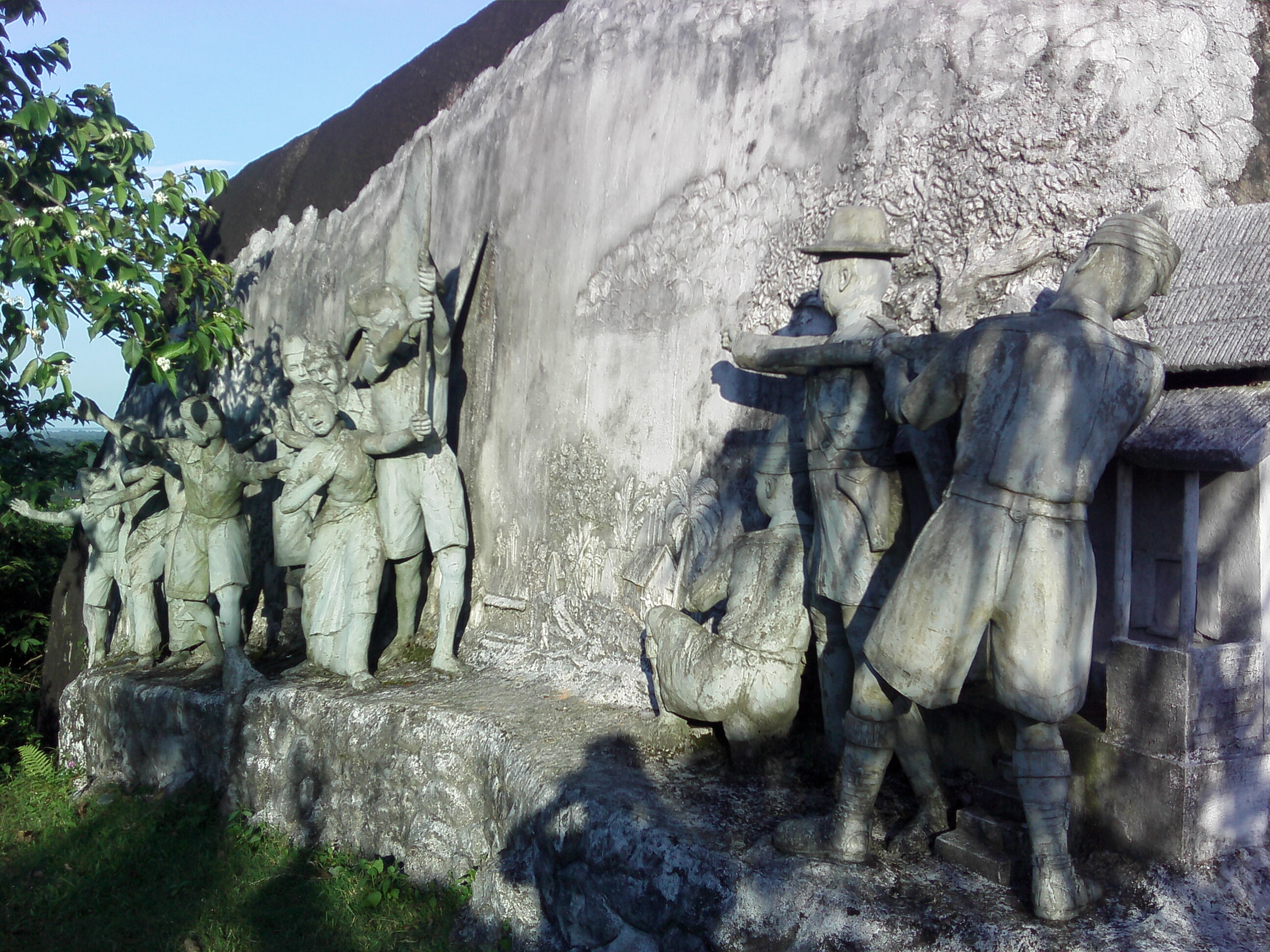
Eine Skulptur von Kanaklata Baruas Kampf gegen die britische Herrschaft in Assam

 Pushpalata Das  (* 27. März 1915 in North Lakhimpur, Assam, Indien; † 9. November 2003  in Kalkutta, Indien) war eine indische politische Aktivistin und Sozialarbeiterin. Sie war Vorsitzende der Assam Chapter des Kasturba Gandhi National Memorial Trust und der Khadi and Village Industries Commission. Die indische Regierung verlieh ihr 1999 den Padma Bhushan für ihre Verdienste um die Gesellschaft.

## Leben und Werk
Das war die Tochter von Rameswar Saikia und Swarnalata und besuchte die Panbazar Girls High School.  Sie begann ihre politischen Aktivitäten in der Schulzeit und war die Sekretärin der Organisation Mukti Sangha, 1931 organisierten sie und ihre Kameraden einen Protest gegen die Hinrichtung des Revolutionärs Bhagat Singh durch den britischen Raj und wurden von der Schule verwiesen. Sie setzte ihr Studium als Privatstudentin fort und legte 1934 die Immatrikulationsprüfung ab.  Danach studierte sie an der Banaras Hindu University und anschließend an der Andhra University, wo sie 1938 einen Master-Abschluss Politikwissenschaft erwarb. Anschließend schrieb sie sich für ein Studium der Rechtswissenschaften am BRM Government Law College in Guwahati ein, wo sie ihre Studentenpolitik fortsetzte und 1940 Sekretärin der College Union war. Während dieser Zeit rief Mahatma Gandhi zur Individual Satyagraha als  Teil der Bewegung des zivilen Ungehorsams und als Vorläufer der Quit-India-Bewegung auf, die zwei Jahre später ins Leben gerufen wurde. Das nahm an der Bewegung teil und wurde inhaftiert, wodurch ihr Jurastudium unterbrochen wurde.
Von 1940 bis 1942 war sie in Bombay Mitglied des Women Sub Committee des National Planning Committee. Während dieser Zeit arbeitete sie mit Mridula Sarabhai und Vijaya Lakshmi Pandit für Entwicklungs- und Konstruktionsarbeiten. 1942 heiratete sie Omeo Kumar Das. Nach  ihrer Heirat organisierte sie mit ihren Mitarbeitern in Tezpur die Shanti Bahini und Mrityu Bahini. Das sollte die Prozession anführen, um die Nationalflagge auf dem Gelände der Gohpur Police Station zu hissen. Kanaklata Barua übernahm allerdings die Aufgabe von Das und wurde erschossen.
Zu diesem Zeitpunkt war Das bereits Mitglied des All India Congress Committee und Vorsitzende des Frauenflügels des Assam Congress Committee.

## Politisches Leben
1947 konzentrierte sie sich mit ihrem Mann nach der  Unabhängigkeit Indiens auf Aktivitäten in Dhekiajuli in Assam. Sie war von 1951 bis 1961 Mitglied der Rajya Sabha, Mitglied der gesetzgebenden Versammlung von Assam und Mitglied des Arbeitsausschusses des Indian National Congress. Sie war Vorsitzende der Assam Chapter des Kasturba Gandhi National Memorial Trust und der Khadi and Village Industries Commission.
1959 Jahr besuchte sie als Mitglied der parlamentarischen Delegation eine Reihe von osteuropäischen Ländern. Nach dem Tod ihres Mannes 1975 zog sich Das aus der parlamentarischen Politik zurück und konzentrierte sich auf mehr Sozialdienst.  Sie war Vorsitzende des Assam-Kapitels des All India Khadi Board und leitete die staatlichen Vorstände der Initiativen von Bhudan und Gramdan.  Sie war auch mit dem Central Social Welfare Board verbunden und war Mitglied der Frauensektion des Kongressplanungsausschusses und des Ostindien-Flügels des Censor Board of India.
Sie war Herausgeberin des assamesischen Magazins Jayanti und leitete für eine gewisse Zeit die Assam-Niederlassung des Kasturba Gandhi National Memorial Trust. 1976 veröffentlichte sie das Buch Rajarama Sukla rashtriyaatma varcasva evam krtitva, san 1898-1962.
Gegen Ende ihres Lebens litt sie an altersbedingten Krankheiten und musste in ein Woodlands-Pflegeheim in Kalkutta verlegt werden, wo sie 2003 im Alter von 88 Jahren starb.

## Anerkennungen
Die indische Regierung ehrte Das mit dem Tamrapatra Freedom Fighter Award, welchen sie jedoch nicht annahm. 1999 verlieh ihr die Regierung den dritthöchsten indischen Zivilorden Padma Bhushan.